# 露遮经
《露遮经》，南传上座部佛教《巴利文大藏经》中的长部第十二部经。
露遮经中叙述，佛陀在拘萨罗国时，应邀在婆罗门露遮家吃饭。露遮认为沙门婆罗门证得善法后，不应告诉他人。佛陀教诲到，有三种老师应受到指责：不自觉也不觉他，不自觉而觉他，自觉而不觉他。而真正老师应当是自觉而觉他。露遮听完佛陀教诲后皈依三宝，成为优婆塞。
该佛经在汉传佛教的《大正新修大藏经》对应经典有《長阿含經·露遮经》（第1部第112卷）。